# 31 Orionis
Désignations
31 Orionis (en abrégé 31 Ori) est une étoile binaire de la constellation d'Orion, située dans le ciel non loin de la brillante Mintaka. Elle porte également la désignation d'étoile variable CI Orionis, 31 Orionis étant sa désignation de Flamsteed. Elle est visible à l'œil nu avec une magnitude apparente d'environ 4,7. D'après la mesure de sa parallaxe annuelle par le satellite Gaia, le système est distant d'environ ∼ 500 a.l. (∼ 153 pc) de la Terre. Il s'en éloigne à une vitesse radiale héliocentrique de +6 km/s.
La composante primaire, désignée 31 Orionis A, est une étoile géante rouge évoluée de type spectral K5III. C'est une variable semi-régulière dont la magnitude apparente varie entre 4,68 et 4,72 avec une période de 140,85 jours. L'étoile est 5,2 fois plus massive que le Soleil et son rayon est 62 fois plus grand que le rayon solaire. Elle est 1 361 fois plus lumineuse que le Soleil et sa température de surface est de 4 610 K.
Son compagnon, 31 Orionis B, est une étoile jaune-blanc de la séquence principale de type spectral F7V et de magnitude 9,70. En 2015, elle était située à une séparation angulaire de 12,7 secondes d'arc et à un angle de position de 87° de 31 Orionis A. L'étoile est 10 % plus massive que le Soleil et son rayon est 20 % plus grand que le rayon solaire. Elle est 1,9 fois plus lumineuse que le Soleil et sa température de surface est de 6 111 K.